# Gallup, New Mexico
Gallup är administrativ huvudort i McKinley County i New Mexico. Orten har fått sitt namn efter järnvägsfunktionären David L. Gallup. Enligt 2020 års folkräkning hade Gallup 21 899 invånare.

## Kända personer från Gallup
- Carolyn S. Shoemaker, astronom